# Le Naufrage au Port-à-l'Anglois

Le Naufrage au Port-à-l’Anglois, ou les Nouvelles débarquées est une pièce de théâtre de Jacques Autreau représentée pour la première fois le 25 avril 1718 à Paris au théâtre de l’Hôtel de Bourgogne.
C’est une comédie en 3 actes et en prose avec un prologue et des divertissements dont la musique est de Jean-Joseph Mouret.
C’est la première pièce française qui ait été jouée sur le Nouveau théâtre italien et la première de la composition d'Autreau. Le merveilleux succès qu’elle eut fixa à Paris ces comédiens, qui envisageaient de retourner en Italie, parce que leur théâtre était devenu désert par l’épuisement de leurs pièces italiennes, plusieurs fois reprises, et dont d’ailleurs peu de personnes se souciaient, faute de les comprendre.